# Black Prophecy
Black Prophecy war ein im Weltraum angesiedeltes, handlungsorientiertes Massively Multiplayer Online Role-Playing Game im Ego-Shooter-Stil (aus Cockpit-Sicht), das beim deutschen Entwicklerstudio Reakktor Media entstanden ist. Es erschien im März 2011 beim Verleger Gamigo im Vertriebsmodell Free-to-play und wurde Ende September 2012 eingestellt.

## Inhalt und Hintergründe
Das Black-Prophecy-Universum und die Hintergrundgeschichte stammen vom mehrfach ausgezeichneten Sci-Fi-Autor Michael Marrak.
Im Spiel gab es zwei Fraktionen, von denen der Spieler einer beitreten musste: die kybernetisch verbesserten Tyi und die biogenetisch perfektionierten Geniden.

## Technik
Laut Hersteller bot das Spiel mit aktueller Grafik-Engine temporeiche Kämpfe ohne lange Reisezeiten und andere Aktivitäten. Große organisierte PvP-Schlachten und zahlreiche unterschiedliche PvP-Missionen waren ein Hauptakzent des Spiels.

## Weitere Details
Angeboten wurde ein modulares Schiffs-Design: Spielerschiffe waren nicht als Ganzes erhältlich, sondern bestanden aus unterschiedlichen Modulen, wie z. B. Cockpits, Tragflächen, Triebwerken usw. Alle diese Module waren in unterschiedlichen Formen und Größen erhältlich und erlaubten es dem Spieler, das Schiff den eigenen Wünschen und Vorstellungen anzupassen. Zusätzlich zum modularen Schiffssystem konnten Spieler ihre Schiffe durch das Installieren von Modifikationen für Schiffsmodule und Waffen weiter verbessern.
Weitere Hauptmerkmale des Spiels: modulare Clanstationen (Spielerclans konnten eigene Raumstationen errichten, die über ein modulares System funktionell erweiterbar waren), ein Ressourcensystem (Clans konnten mit anderen Clans um Ressourcenstationen kämpfen und diese erobern), Auszeichnungen und Medaillen (Errungenschaftensystem für die Bewältigung spezieller Aufgaben) sowie Taktik-Beherrschung (Spieler konnten unterschiedliche Taktiken lernen und dadurch halsbrecherische Manöver fliegen).
In einer für 2012 angekündigten Erweiterung des Spiels sollten sich dann die Spieler auf Raumstationen frei bewegen, mit anderen Spielern interagieren und eigene Unterkünfte für sich einrichten können.

## Das Ende von Black Prophecy
Am 29. August 2012 wurde offiziell bekannt gegeben, dass der Betrieb von Black Prophecy am 26. September 2012 eingestellt wird. Als Gründe wurden finanzielle Schwierigkeiten genannt.

## Roman zum Spiel
- Black Prophecy: Gambit von Michael Marrak, Panini Verlag, Juli 2011, ISBN 978-38332-2355-6